# Scaphytopius irroratus
Scaphytopius irroratus är en insektsart som beskrevs av Van Duzee 1910. Scaphytopius irroratus ingår i släktet Scaphytopius och familjen dvärgstritar.

## Underarter
Arten delas in i följande underarter:
- S. i. nogalinus
- S. i. xanthanus